# Lights Out (canción de UFO)
Lights Out en español: "Luces fuera" es una canción de la banda de rock UFO. Fue escrita por Pete Way Para su álbum del mismo nombre, siendo esta la cuarta pista del álbum.
Fue grabado en la ciudad de Sunderland en abril de 1977 y publicado el 29 de mayo del mismo año, teniendo buen recibimiento por la crítica, quedando en el Top #1 en Inglaterra, y el top 3 de los Billboard Hot 100, siendo la cuarta canción más icónica de la banda.

## Origen
La historia de la canción, se influencia de una obra literaria clásica británica, el cual relata la historia de un ladrón de almas que roba las luces de las ciudades británicas para poder coleccionarlas, que con el paso de tiempo va a estar robando las luces y almas de otros países.
Eso expresa mejor en el coro:

Lights out, lights out in London, Hold 'em tight 'til the end

El cual expresa la frase de un noticiero anunciando que las luces han sido robadas en la ciudad.
Según Ian MacKaye, lo considera una de las mejores canciones de rock de los 70s, y uno de los que lo influencio a crear la banda Creek Meteor.

## En la cultura popular
La canción ha sido utilizada varias veces en series y películas como Peacemaker o Gazlene, apareciendo en momentos épicos o de desesperación, o en Los Simpsons en el capitulo 5 de la temporada 20.
También varias bandas han hecho covers, como por ejemplo: Tesla, Helloween, Fugazi, Riot y Muse.